# Lijst van landschapselementen
Dit is een lijst van landschapselementen. 

## A
aanwas ·  abschnittsmotte · achterkade ·  afvalheuvel ·  akkerland · aquaduct ·  arboretum · autosnelweg · autoweg

## B
bandijk · banpaal · barrage · bastion · bedijking · Bedriegertjes · beek · beekdal · beemd · begraafplaats · berceau · berm · bermmonument · bleek · blokland · boe · boerderij · boerenkuil · boezem · boezemland ·  boezemwater ·  bolle akker ·  bonk · boô ·  boomheiligdom ·  boomweide · borg · bos ·  brandsloot · brink · brinkdorp · broek ·  brug · buitenplaats ·  burcht ·  buurtschap

## C
calvarieberg · celtic field · circuit · coupure

## D
daliegat · dam · del · diep · dijk · dobbe · donk · doodijsgat · doodweg · doolhof · dorp · dromerdijk · droogmakerij · duiker · duin · duinpan · duinrel · dwarsdijk

## E
ebschaar · ecoduct · ecotoop · eendenkooi · eiland · eng · enk · enkwal · es · esdorp

## F
fietspad · fietsstrook · folly · fort

## G
galerijbos · galgenberg ·  geestgrond · gehucht · geluidswal · gemaal · geriefbosje · getijdenmolen · getuigenheuvel · gierpont · glacis · golfbaan · gors · gracht · grafheuvel · graft · grenspaal · greppel · griend · griendheuvel · groeve · grubbe

## H
haakwal · hagelkruis · haag · haven · havezate · heg · hek · hermitage · hessenweg · heul · heuvel · hoeve · hollestelle · holle weg · hoogholtje · hoogzit · houtkade · houtkant · houtsingel · houtwal · hunebed

## I
inlaag · inlaagdijk · inlaagpolder · inlaat · interlocking spur · inundatiesluis

## J
jaagpad · jachthaven · jachtpaal · Japanse tuin

## K
kaai · kade · kalkoven · kanaal · karreveld · kasteel · kerkgebouw · kerkhof · kerkpad · kerktuin · kloostertuin · knuppelpad / knuppelweg · kolk · koebocht · kouter · kraag · kreek · kreekrug · krengenbosje · krib · kringesdorp · kroft · kromakker · kruidentuin · kwakel · kwelder · kwelderwal

## L
laan · landgoed · landscheiding · landtong · landgraaf · landweer · legakker · leidingstraat · lijkweg · lintdorp · loswal · luchthaven · lunet

## M
maar · maat · made · marke · mede · meer · meerstal · meetje · meet · moeras · moestuin · molen · molengang · molenkolk · molensloot · motte · muraltmuur · mijnsteenheuvel

## N
Napoleonsweg

## O
oever · oeverwal · ooibos · ooievaarsnest · opdijk · ophaalbrug · opvaart · opwas · oranjerie · ossengang · overhaal · overlaat · overtoom · overtuin · overweg

## P
pad · paraboolduin · pestbosje ·  petgat · pijp · pinetum ·
pingoruïne · plaat · plantage · plas · poel · pluktuin · plunge pool · pol · polder · pomp · pothole · priel · proefpolder · proefveld

## R
raatakkers · rabat · rak · ravelijn · reeweg · ringdijk · ringvaart · ringwalburg · rivier · rivierduin · rivierstrand · roeibaan · rolpaal · Romeinse weg · rui · ruiterpad

## S
schaapskooi · schaapvolt · schans · scheepslift · schelpenbank · schelpengrot · schenkeldijk · schietbaan · schiereiland · schipbrug · schipsloot · schipvaart · schol · schootsveld · schor · schuilkelder · schurveling · schutskooi · singel · singelgracht · slag · slangenmuur · slaperdijk · slik · sloot · slotgracht · sluis · snelweg · speeltuin · spoorsloot · spoorweg · sprang · spreng · spuikom · stad · stadswal · steenberg ·  steenfabriek · stelle · stelling · stellingmolen · sterrebos · steilrand · stiltetuin · stinswier · stobbe · strand · strandhaak · strandhoofd · strandopgang · strandwal · strang · strekdam · stroomrug · struweel · stuifdijk · stuw · stuwdam · stuwmeer · stuwwal

## T
tankgracht · tankwal · teensloot ·  televisietoren · terril  · terp · theehuis · theekoepel · tichelgat · tiendweg ·  tijhaven · til · Tiny Forest · tjasker · tocht · tolhuis · trambaan · trekpad · trekvaart · trottoir · tumulus · tunnel · turfput · turfvaart · tussenboezem · tuunwal

## U
uiterdijk · uiterwaard · uithof · uitkijktoren · Umfassungsweg

## V
vaarsloot · vaart · valge · veenkade · veendijk · veenkoepel · veenkolonie · veenlens · veenput · veenrivier · veenpolder · veenplas · veenterp · veer · veerstoep · veldkapel · ven · verboden kringen · verhoefslagingspaal · verlaat · vesting · viaduct · vijver · vinkenbaan · viskenij · vistrap · visvijver · vlechtheg · vliedberg · vliegveld · vloedschaar · vloeiveld · vloeiweide · vluchtheuvel · voetpad · voetveer · vogelkolonie · voorboezem · voorde · vuilnisbelt · vuurtoren

## W
waai · waard · wad · wakerdijk · wal · wandelpad · wantij · warande · water· waterlinie · waterpomp · waterput · watertoren · waterval · wed · weel · weg · wegkruis · weidepaal · weiland · werkhaven · wetering · wiel · wieke · wierde · wierdijk · wijk · wijngaard · wildwal · woerd · winterbed · Wüstung

## Z
zanderij · zandgat / zandwinningsplas · zandmotor · zandvaart / zanderijvaart · zee · zeedijk · zeereep · zelling · zichtas · zomerbed · zomerdijk · zomerkade · zwaaikom · zweefvliegveld